# Crenicichla albopunctata
Espèce
Crenicichla albopunctata est une espèce de poissons d'eau douce de la famille des Cichlidae originaire de la région des Guyanes.